# Rally de Montecarlo de 2013

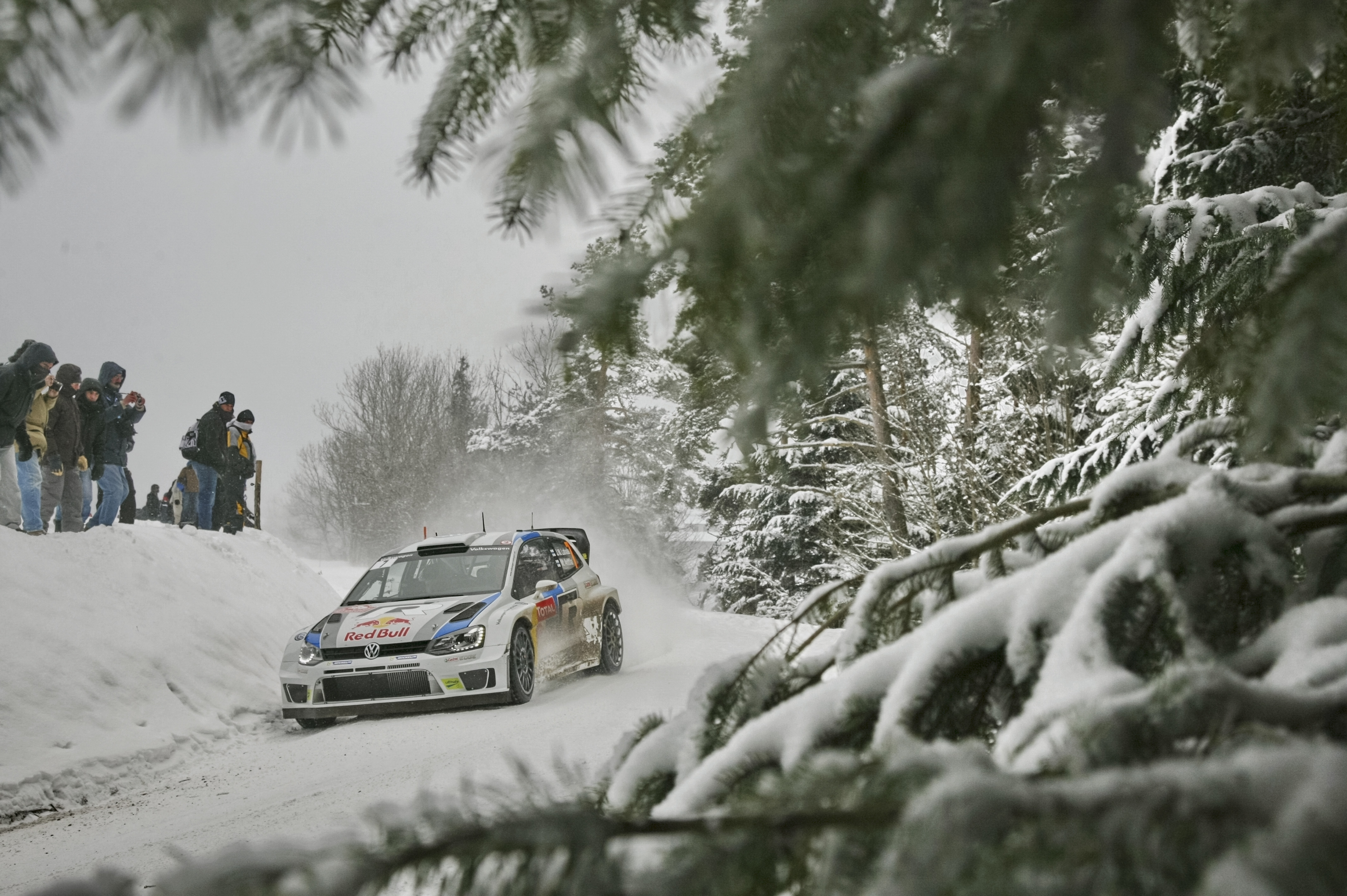
Jari-Matti Latvala y su copiloto Miikka Anttila en su Volkswagen Polo R WRC en el Rally Automobile Monte-Carlo (2013)

El Rally de Montecarlo de 2013 fue la 81.ª edición y la primera ronda de la temporada 2013 del Campeonato Mundial de Rally. Se celebró del 16 al 19 de enero y contó con un itinerario de dieciocho tramos sobre asfalto que sumaron un total de 468,42 km cronometrados, de los cuales solo se disputaron dieciséis. La prueba marcó el debut de dos nuevos campeonatos: el WRC 2, que sustituye al Campeonato Super 2000 y el WRC 3, que sustituye al Campeonato de Producción. También supuso el debut para el Volkswagen Polo R WRC.
El martes día 15 de enero se celebró el shakedown en la ciudad francesa de Valence, con un recorrido de ocho kilómetros y el miércoles siguiente comenzó la prueba con dos tramos a dos pasadas ambos en los alrededores de la misma ciudad. El jueves y el viernes se disputaron nueve tramos y el último día, el sábado 19 de enero se completaron los cinco restantes, dos tramos situados cerca de la ciudad de Montecarlo.
La lista de inscritos estuvo compuesta por 82 pilotos, con seis equipos inscritos en el campeonato de constructores: Citroën WRT (Loeb y Hirvonen), Qatar M-Sport (Ostberg y Novikov), Volkswagen Motorsport (Ogier y Latvala), Abu Dhabi Citroën WRT (Sordo), Qatar WRT (Hänninen y Neuville) y Lotos Team WRC (Kosciuszko). Ocho equipos participaron en el WRC 2 y tres en el WRC 3.

## Inscritos
| N.º | Equipo                      | Piloto             | Copiloto          | Automóvil             |
| --- | --------------------------- | ------------------ | ----------------- | --------------------- |
| 1   | Citroën Total Abu Dhabi WRT | Sébastien Loeb     | Daniel Elena      | Citroën DS3 WRC       |
| 2   | Citroën Total Abu Dhabi WRT | Mikko Hirvonen     | Jarmo Lehtinen    | Citroën DS3 WRC       |
| 4   | Qatar M-Sport WRT           | Mads Østberg       | Jonas Andersson   | Ford Fiesta RS WRC    |
| 5   | Qatar M-Sport WRT           | Evgeny Novikov     | Ilka Minor        | Ford Fiesta RS WRC    |
| 6   | Qatar World Rally Team      | Juho Hänninen      | Tomi Tuominen     | Ford Fiesta RS WRC    |
| 7   | Volkswagen Motorsport       | Jari-Matti Latvala | Miikka Anttila    | Volkswagen Polo R WRC |
| 8   | Volkswagen Motorsport       | Sébastien Ogier    | Julien Ingrassia  | Volkswagen Polo R WRC |
| 10  | Abu Dhabi Citroën Total WRT | Dani Sordo         | Carlos del Barrio | Citroën DS3 WRC       |

| 11     | Qatar World Rally Team      | Thierry Neuville     | Nicolas Gilsoul          | Ford Fiesta RS WRC             |
| 12     | Lotos Team WRC              | Michał Kościuszko    | Maciej Szczepaniak       | Mini John Cooper Works WRC     |
| 21     | Jipocar Czech National Team | Martin Prokop        | Michal Ernst             | Ford Fiesta RS WRC             |
| 22     | Bryan Bouffier              | Bryan Bouffier       | Xavier Panseri           | Citroën DS3 WRC                |
| 24     | Julien Maurin               | Julien Maurin        | Nicolas Klinger          | Ford Fiesta RS WRC             |
| 27     | Marco Vallario              | Marco Vallario       | Manuela di Lorenzo       | Mitsubishi Lancer Evolution X  |
| 31     | Škoda Motorsport            | Esapekka Lappi       | Janne Ferm               | Škoda Fabia S2000              |
| 32     | Škoda Auto Deutschland      | Sepp Wiegand         | Frank Christian          | Škoda Fabia S2000              |
| 33     | Stohl Racing                | Armin Kremer         | Klaus Wicha              | Subaru Impreza                 |
| 34     | Symtech Racing              | Luca Betti           | Francesco Pezzoli        | Peugeot 207 S2000              |
| 36     | Skydive Dubai Rally Team    | Rashid al Ketbi      | Karina Hepperle          | Škoda Fabia S2000              |
| 37     | Lorenzo Bertelli            | Lorenzo Bertelli     | Lorenzo Granai           | Subaru Impreza                 |
| 38     | Moto Club Igualda           | Ricardo Triviño      | Àlex Haro                | Mitsubishi Lancer Evolution X  |
| 39     | Symtech Racing              | Yuriy Protasov       | Kuldar Sikk              | Subaru Impreza R4              |
| 42     | Olivier Burri               | Olivier Burri        | Guillaume Duval          | Peugeot 207 S2000              |
| 45     | Tomáš Kostka                | Tomáš Kostka         | Miroslav Houšť           | Škoda Fabia S2000              |
| 46     | Jean Michel Raoux           | Jean Michel Raoux    | Laurent Magat            | Peugeot 207 S2000              |
| 47     | Eamonn Boland               | Eamonn Boland        | Michael Joseph Morrissey | Subaru Impreza                 |
| 51     | Sébastien Chardonnet        | Sébastien Chardonnet | Thibault de la Haye      | Citroën DS3 R3T                |
| 52     | Quentin Gilbert             | Quentin Gilbert      | Isabelle Galmiche        | Citroën DS3 R3T                |
| 53     | Saintéloc Racing            | Renaud Poutot        | Ludovic Viragh           | Citroën DS3 R3T                |
| 61     | Symtech Racing              | Ryozo Saito          | Stuart Loudon            | Subaru Impreza                 |
| 63     | Gabriele Noberasco          | Gabriele Noberasco   | Daniele Michi            | Mitsubishi Lancer Evolution IX |
| 64     | Joan Font                   | Joan Font            | Oriol Julia Pascual      | Mitsubishi Lancer Evolution X  |
| 65     | Claude Carret               | Claude Carret        | Olivier Mathias          | Subaru Impreza                 |
| 66     | Antonio Pérez Fojón         | Antonio Pérez Fojón  | Daniel Cue               | Mitsubishi Lancer Evolution X  |
| 67     | Carlo Covi                  | Carlo Covi           | Giorgio Campesan         | Subaru Impreza                 |
| 68     | Philippe Chevallard         | Philippe Chevallard  | Gérard Pailhes           | Mitsubishi Lancer Evolution IX |
| 70     | Miguel Baudouin             | Miguel Baudouin      | Bruno Pons               | Mitsubishi Lancer Evolution X  |
| Fuente |                             |                      |                          |                                |

## Desarrollo
| Shakedown | Shakedown          | Shakedown | Shakedown  | Shakedown |
| Pos.      | Piloto             | Tiempo    | Diferencia |           |
| --------- | ------------------ | --------- | ---------- | --------- |
| 1.        | Thierry Neuville   | 2:26.1    | 0.0        |           |
| 2.        | Sébastien Loeb     | 2:28.7    | +2,6       |           |
| 3.        | Evgeny Novikov     | 2:28.8    | +2,7       |           |
| 4.        | Mikko Hirvonen     | 2:29.4    | +3,3       |           |
| 5.        | Jari-Matti Latvala | 2:30.4    | +4,3       |           |
| 6.        | Sébastien Ogier    | 2:30.5    | +4,4       |           |
| 7.        | Dani Sordo         | 2:31.8    | +5,7       |           |
| 8.        | Mads Ostberg       | 2:32.9    | +6,8       |           |
| 9.        | Tomas Kostka       | 2:37.4    | +11,3      |           |
| 10.       | Sepp Wiegan        | 2:37.5    | +11,4      |           |
| 11.       | Juho Hänninen      |           |            |           |

En el shakedown, tramo con unas condiciones climatológicas adversas debido a la gran presencia de nieve, el belga Thierry Neuville marcó el mejor tiempo seguido muy de cerca por Sebastien Loeb, a 2,6 segundos, Evgney Novikov a 2,7 y Mikko Hirvonen a 3,3.

### Día 1
El primer día de carrera se disputaron dos tramos a doble pasada. En el primero, Le Moulinon - Antraigues, el francés Sébastien Ogier dando el primer scratch al Volkswagen Polo R WRC en su debut en el mundial. Segundo fue Sébastien Loeb y tercero Dani Sordo. En el segundo Loeb marcó el mejor tiempo y se hizo con el liderato de la carrera con una ventaja de seis segundos sobre Ogier. En el tercer y cuarto tramo, de nuevo Loeb hizo los mejores cronos y aumentó su ventaja sobre Ogier en un minuto y veinte segundos. Sordo caía a la cuarta posición, cediendo la tercera plaza a Mikko Hirvonen. De la quinta a la décima plaza se encontraban Latvala, Evgeny Novikov, Bryan Bouffier, Juho Hänninen, Ostberg y Martin Prokop. En la categoría WRC 2, Sepp Wiegand lideraba la carrera con una ventaja de 60 segundos sobre Armin Kremer y la WRC 3 el francés Renaud Poutot era primero seguido de Sébastien Chardonnet a un minuto.
Durante la disputa del tercer tramo se produjeron errores en los tiempos. La empresa encargada, Sistemas Integrales de Comunicación (SIT) que llevaba a cabo por primera vez esta labor, sufrió varios errores de comunicación con los GPS que provocaron la falta de tiempos parciales. Los oficiales llegaron incluso a desconectar los sensores en los vehículos de Loeb y Sordo para intentar solventar el problema. Esta situación produjo un gran descontento e indignación entre los equipos.

### Día 2
El segundo día de rally se disputaron seis tramos, tres a doble pasada, situados en la región de Haute Loire, al noroeste de Valence. Realizaron un total de 132.50 km en carreteras de asfalto cubiertas de nieve y hielo. Las temperaturas rondaron los -11 °C. El líder de la carrera, Loeb aumentó su ventaja respecto de sus seguidores marcando el mejor crono en el octavo y décimo tramo. El piloto de Volkswagen Sebastien Ogier marcó el mejor tiempo en el primer tramo de la mañana y fue perdiendo respecto de Loeb, aunque se mostró más preocupado en mantenerse en carrera que en pelear por la victoria. Por detrás de Ogier, en la tercera plaza se mantenía Dani Sordo muy seguido del ruso Novikov que ascendía de la sexta a la cuarta plaza y marcó el mejor tiempo en el sexto y séptimo tramo, en parte beneficiado por el montaje de un juego nuevo de neumáticos. Por su parte Hirvonen y latvala se mantenían en la quinta y sexta posición ambos separados por veinte segundos y el otro piloto finés, Juho Hänninen que debutaba con el Ford Fiesta RS WRC marcó el scratch en el noveno tramo y finalizó el día en la séptima plaza. El ganador del Montecarlo de 2011, Bryan Bouffier era octavo y el noruego Ostberg noveno descontento con su rally. En la categoría WRC 2 Sepp Wiegand continuaba líder con su Škoda Fabia S2000, seguido de su compatriota Armin Kremer y del ucraniano Yuriy Protasov. En el WRC 3 Sébastien Chardonnet se hizo con el liderato debido al abandono de Renaud Poutot durante el penúltimo tramo, por lo que se mantiene como el único piloto de la categoría con lo que le bastaría con finalizar para hacerse con la victoria.

### Día 3
El tercer día de carrera se disputaron tres tramos, uno de ellos Sisteron que se encontraba seco pero con nieve en una zona intermedia donde ascendían al Col de Fontbelle. El líder de la carrera, Loeb marcó el mejor crono en dos de ellos, aumentando su ventaja sobre su inmediato seguido, Ogier hasta el minuto y cuarenta y siete segundos. En la tercera posición se mantuvo Novikov con una ventaja de solo 1,7 segundos con respecto a Sordo. En la quinta posición se encontraba Jari-Matti Latvala y el segundo piloto de Citroën, Hirvonen, en sexta la posición. La clasificación de la séptima a la décima posición la completaron Juho Hanninen, Mads Ostberg -que marcó el mejor tiempo en el tramo trece-, Bryan Bouffier y Martin Prokop. En la categoría WRC 2, Sepp Wiegand se mantuvo líder a pesar de haber sufrido un problema con su coche cuando su batería dejó de cargar. Segundo era Armin Kremer y tercero Protasov. En la WRC 3 el francés Chardonnet lideraba sin problemas después del abandono de sus rivales.

### Día 4
En la cuarta y última etapa se disputaron tan solo tres de las cinco especiales programadas. El segundo de ellos, Lantosque, se disputaba por el puerto de montaña del Col de Turini donde la carretera se convirtió en una mezcla de nieve, aguanieve y agua. Bryan Bouffier marcó el mejor tiempo en el primer tramo del día, donde se produjeron varios abandonos por accidente debido al mal estado de la pista: Evgeny Novikov, que rodaba tercero, Jari-Matti Latvala que iba quinto y Juho Hanninen. En el siguiente tramo el español Dani Sordo marcó el mejor crono, que marchaba ya tercero debido al abandono de Novikov, con cuatro segundos con respecto a Hirvonen, que fue segundo en la especial. En el siguiente, el décimo sexto, Loeb marcó su octavo scratch del rally y posteriormente se cancelaron las pasadas de los dos últimos tramos debido a la alta presencia de aficionados de los que tres resultaron heridos tras sendos accidentes fortuitos y que tuvieron que ser atendidos por ambulancias de la organización. De esta manera, de dio por finalizada la carrera dando la victoria número siete en Montecarlo al francés Sébastien Loeb. Segundo fue su compatriota Sébastien Ogier que en el debut del Polo R WRC marcó dos scratch y dio al coche su primer podio en el mundial. Tercero fue Dani Sordo, en su debut con el Citroën DS3 WRC y cuarto Mikko Hirvonen. En la categoría WRC 2 venció el alemán Sepp Wiegand y su compatriota Armin Kremer fue segundo con un Subaru Impreza. En el WRC 3, Sébastien Chardoonet venció sin problemas con su DS3 R3T.

## Itinerario
| Día                 | Tramo | Hora  | Tramo                                         | Distancia | Ganador         | Tiempo    | Vel. media | Líder rally     |
| ------------------- | ----- | ----- | --------------------------------------------- | --------- | --------------- | --------- | ---------- | --------------- |
| Día 1 (16 de enero) | SS1   | 9:03  | Le Moulinon - Antraigues                      | 37,10 km  | Sébastien Ogier | 27:31.8   | 80.9 km/h  | Sébastien Ogier |
| Día 1 (16 de enero) | SS2   | 10:21 | Burzet - St. Martial                          | 30,60 km  | Sébastien Loeb  | 25:02.7   | 73.3 km/h  | Sébastien Loeb  |
| Día 1 (16 de enero) | SS3   | 14:21 | Le Moulinon - Antraigues                      | 37,10 km  | Sébastien Loeb  | 25:16.2   | 88.1 km/h  | Sébastien Loeb  |
| Día 1 (16 de enero) | SS4   | 15:39 | Burzet - St. Martial                          | 30,60 km  | Sébastien Loeb  | 21:54.6   | 83.8 km/h  | Sébastien Loeb  |
| Día 2 (17 de enero) | SS5   | 9:33  | Labatie d'Andaure - Lalouvesc                 | 19,08 km  | Sébastien Ogier | 14:22.3   | 79.7 km/h  | Sébastien Loeb  |
| Día 2 (17 de enero) | SS6   | 10:14 | St Bonnet - St Julien Molhesabate - St Bonnet | 25,45 km  | Evgeny Novikov  | 18:02.7   | 84.6 km/h  | Sébastien Loeb  |
| Día 2 (17 de enero) | SS7   | 11:37 | Lamastre - Gilhoc - Alboussiere               | 21,72 km  | Evgeny Novikov  | 17:07.5   | 76.1 km/h  | Sébastien Loeb  |
| Día 2 (17 de enero) | SS8   | 14:50 | Labatie d'Andaure - Lalouvesc                 | 19,08 km  | Sébastien Loeb  | 13:10.1   | 86.9 km/h  | Sébastien Loeb  |
| Día 2 (17 de enero) | SS9   | 15:31 | St Bonnet - St Julien Molhesabate - St Bonnet | 25,45 km  | Juho Hänninen   | 17:33.2   | 87.0 km/h  | Sébastien Loeb  |
| Día 2 (17 de enero) | SS10  | 16:54 | Lamastre - Gilhoc - Alboussiere               | 21,72 km  | Sébastien Loeb  | 15:43.0   | 82.9 km/h  | Sébastien Loeb  |
| Día 3 (18 de enero) | SS11  | 9:08  | St Jean en Royans - La Cime du Mas            | 33,19 km  | Sébastien Loeb  | 20:17.9   | 98.1 km/h  | Sébastien Loeb  |
| Día 3 (18 de enero) | SS12  | 13:31 | St Nazaire le Désert - La Motte Chalançon     | 22,11 km  | Mads Ostberg    | 15:29.5   | 85.6 km/h  | Sébastien Loeb  |
| Día 3 (18 de enero) | SS13  | 15:19 | Sisteron - Thoard                             | 36,70 km  | Sébastien Loeb  | 24:17.9   | 90.6 km/h  | Sébastien Loeb  |
| Día 4 (19 de enero) | SS14  | 15:11 | Moulinet - La Bollene Vesubie                 | 23,54 km  | Bryan Bouffier  | 23:56.9   | 59.0 km/h  | Sébastien Loeb  |
| Día 4 (19 de enero) | SS15  | 15:54 | Lantosque - Luceram                           | 18,95 km  | Dani Sordo      | 15:02.7   | 75.6 km/h  | Sébastien Loeb  |
| Día 4 (19 de enero) | SS16  | 17:12 | Moulinet - La Bollene Vesubie                 | 23,54 km  | Sébastien Loeb  | 22:08.8   | 63.8 km/h  | Sébastien Loeb  |
| Día 4 (19 de enero) | SS17  | 20:58 | Moulinet - La Bollene Vesubie                 | 23,54 km  | Cancelado       | Cancelado | Cancelado  | Sébastien Loeb  |
| Día 4 (19 de enero) | SS18  | 21:41 | Lantosque - Luceram                           | 18,95 km  | Cancelado       | Cancelado | Cancelado  | Sébastien Loeb  |

## Clasificación final
| Pos.    | Piloto               | Copiloto            | Automóvil                     | Tiempo    | Diferencia | Puntos |     |     |
| WRC     | WRC                  | WRC                 | WRC                           | WRC       | WRC        | WRC    | WRC | WRC |
| ------- | -------------------- | ------------------- | ----------------------------- | --------- | ---------- | ------ | --- | --- |
| 1       | Sébastien Loeb       | Daniel Elena        | Citroën DS3 WRC               | 5:18:57.2 | 0:00.0     | 25     |     |     |
| 2       | Sébastien Ogier      | Julien Ingrassia    | Volkswagen Polo R WRC         | 5:20:37.1 | +1:39.9    | 18     |     |     |
| 3       | Dani Sordo           | Carlos del Barrio   | Citroën DS3 WRC               | 5:22:46.2 | +3:49.0    | 15     |     |     |
| 4       | Mikko Hirvonen       | Jarmo Lehtinen      | Citroën DS3 WRC               | 5:24:23.5 | +5:26.3    | 12     |     |     |
| 5       | Bryan Bouffier       | Xavier Panseri      | Citroën DS3 WRC               | 5:27:10.3 | +8:13.1    | 10     |     |     |
| 6       | Mads Østberg         | Jonas Andersson     | Ford Fiesta RS WRC            | 5:31:00.9 | +12:03.7   | 8      |     |     |
| 7       | Martin Prokop        | Michal Ernst        | Ford Fiesta RS WRC            | 5:42:24.5 | +23:27.3   | 6      |     |     |
| 8       | Sepp Wiegand         | Frank Christian     | Škoda Fabia S2000             | 5:48:31.7 | +29:34.5   | 4      |     |     |
| 9       | Olivier Burri        | André Saucy         | Peugeot 207 S2000             | 5:54:35.4 | +35:38.2   | 2      |     |     |
| 10      | Michał Kościuszko    | Maciej Szczepaniak  | Mini John Cooper Works WRC    | 5:55:25.2 | +36:28.0   | 1      |     |     |
| WRC 2   |                      |                     |                               |           |            |        |     |     |
| 1 (8.)  | Sepp Wiegand         | Frank Christian     | Škoda Fabia S2000             | 5:48:31.7 | 0:00.0     | 25     |     |     |
| 2 (11.) | Armin Kremer         | Klaus Wicha         | Subaru Impreza                | 5:56:57.5 | +8:25.8    | 18     |     |     |
| 3 (12.) | Yuriy Protasov       | Kuldar Sikk         | Subaru Impreza                | 5:59:53.0 | +11:21.3   | 15     |     |     |
| 4 (17.) | Rashid al Ketbi      | Karina Hepperle     | Škoda Fabia S2000             | 6:14:30.2 | +25:58.5   | 12     |     |     |
| 5 (29.) | Ricardo Triviño      | Alex Haro           | Mitsubishi Lancer Evolution X | 6:36:58.3 | +48:26.6   | 10     |     |     |
| WRC 3   |                      |                     |                               |           |            |        |     |     |
| 1 (13.) | Sébastien Chardonnet | Thibault de la Haye | Citroën DS3 R3T               | 6:04:28.2 | 0:00.0     | 25     |     |     |

## Clasificación en el Campeonato
| Pos. | Piloto          | Copiloto          | Puntos |
| ---- | --------------- | ----------------- | ------ |
| 1    | Sébastien Loeb  | Daniel Elena      | 25     |
| 2    | Sébastien Ogier | Julien Ingrassia  | 18     |
| 3    | Dani Sordo      | Carlos del Barrio | 15     |
| 4    | Mikko Hirvonen  | Jarmo Lehtinen    | 12     |
| 5    | Bryan Bouffier  | Xavier Panseri    | 10     |

| Pos. | Constructor                              | Puntos |
| ---- | ---------------------------------------- | ------ |
| 1    | Citroën Total Abu Dhabi World Rally Team | 37     |
| 2    | Volkswagen Motorsport                    | 18     |
| 3    | Abu Dhabi Citroën Total World Rally Team | 15     |
| 4    | Qatar M-Sport World Rally Team           | 10     |
| 5    | Lotos Team WRC                           | 8      |